# Iosif Spădaru
Iosif Spădaru (Cardos) (n. 17 ianuarie 1901, Boghiș – d. 3 august 1949, Ribița) a fost un învățător, pedagog, muzician  și dirijor român.

## Biografie
S-a născut dintr-o familie de învățători. A întemeiat și condus câteva coruri cum ar fi corurile din Seini, Roșiori, Valea Vinului și Satu Mare. Aici a condus corul C.F.R.-ului până în 1939. După septembrie 1940, s-a refugiat împreună cu fiul său Spădaru Gheorghe Mihaiu, mai întâi la Timișoara, iar mai apoi, după 1944, la Baia de Criș, (Alba). În 1946, ca învățător Gr.I în Hațeg (Regiunea Alba-Iulia, județul Hunedoara), i se acordă Gradația de Merit prin Decret Regal (Monitorul Oficial al României Partea 1B, Nr. 228 din 12 decembrie 1946, pag.21). Încetează din viață la Ribița la 3 decembrie 1949

## Viață muzicală
Conform biografilor săi, a fost unul din cei mai mari dirijori pe care i-a avut Sătmarul. Fiul său, împreună cu soția Spădaru Otilia (n. Marinca), au continuat tradiția de dascăli și dirijori de cor, pregătind câteva coruri școlare și sindicale din fosta regiune Baia Mare. Valentin Băințan, cunoscutul dirijor maramureșean, îi menționează într-una din lucrările monografice<1>